# Güttenbach
Güttenbach é um município da Áustria localizado no distrito de Güssing, no estado de Burgenland.